# Grabhügel von Rössen
Der Grabhügel von Rössen ist ein mehrphasig genutzter, ursprünglich von einem Menhir bekrönter vor- und frühgeschichtlicher Grabhügel in Rössen, einem Ortsteil von Leuna im Saalekreis, Sachsen-Anhalt. 1918 und 1925 erfolgten archäologische Grabungen unter Leitung des Archäologen Nils Niklasson (1890–1966), die zeitnah publiziert wurden. Der Hügel enthielt mehrere Bestattungen, die bis ins Neolithikum zurückreichen. Die älteste Bestattung lässt sich mangels aussagekräftiger Grabbeigaben nicht genau datieren; die restlichen neolithischen Bestattungen lassen sich der Schnurkeramischen Kultur (2800–2200 v. Chr.) und der Glockenbecherkultur (2600–2200 v. Chr.) zuordnen. Weitere Bestattungen stammen aus der späten Bronzezeit (1300–800 v. Chr.) und wahrscheinlich dem Mittelalter (500–1500 n. Chr.). Einzelfunde deuten auf weitere Bestattungen, unter anderem aus der Römischen Kaiserzeit (1–375 n. Chr.), hin. Die Funde aus dem Hügel befinden sich heute im Depot des Landesamts für Denkmalpflege und Archäologie Sachsen-Anhalt in Halle (Saale).

## Lage
Der Hügel befindet sich im Südosten von Rössen inmitten einer Grünfläche zwischen der Straße Am Hügel, der Brückenstraße und der Bahnstrecke Merseburg–Leipzig-Leutzsch. Wenig südlich, direkt an der Bahnstrecke befindet sich ein Wall, an dessen Rändern 1915 im Vorfeld der Errichtung der Bahntrasse weitere neolithische Gräber entdeckt wurden. Weiter südlich, auf dem Gebiet der heutigen Villensiedlung Neu Rössen wurde in den 1880er und 90er Jahren sowie 1918 das Gräberfeld von Rössen freigelegt, das zum namensgebenden Fundort für die Rössener Kultur wurde.

## Forschungsgeschichte
Der damalige Direktor des Provinzialmuseums Halle Hans von Borries wollte bereits in den 1890er Jahren eine Untersuchung des Hügels durchführen, wurde aber, nachdem er bereits an der Westseite mit der Anlegung eines Schnitts begonnen hatte, durch die Gemeinde daran gehindert. Die Mitteilung hierüber erhielt Nils Niklasson durch den ehemaligen Pfarrer Georg Schmidt aus Leuna; von Borries selbst hatte in den Museumsakten keinen Eintrag über die geplante Untersuchung hinterlassen. Über mögliche Funde aus dieser ersten Untersuchung liegen keine Informationen vor.
Anlässlich der Eröffnung des Neubaus des Provinzialmuseums Halle wurde 1918 eine Grabung am Hügel realisiert, die durch den Museumsmitarbeiter Nils Niklasson geleitet wurde. Der Hügel wurde nicht vollständig ausgegraben. Niklasson legte lediglich einen 5,5 m breiten Schnitt an, der von der Westseite an den von Borries begonnenen Schnitt ansetzte und bis annähernd zur Mitte des Hügels führte. Wegen eines auf dem Hügel stehenden Baumes knickte der Schnitt kurz vor der Mitte nach Südosten ab. 1925 führte Niklasson eine Nachgrabung durch. Dabei trieb er von Norden und Süden jeweils einen im rechten Winkel zu dem ersten Schnitt führenden weiteren Schnitt von jeweils 3–4 m Breite zur Mitte des Hügels. Beide erbrachten allerdings deutlich weniger Funde als der westliche Schnitt.

## Beschreibung

### Der Hügel

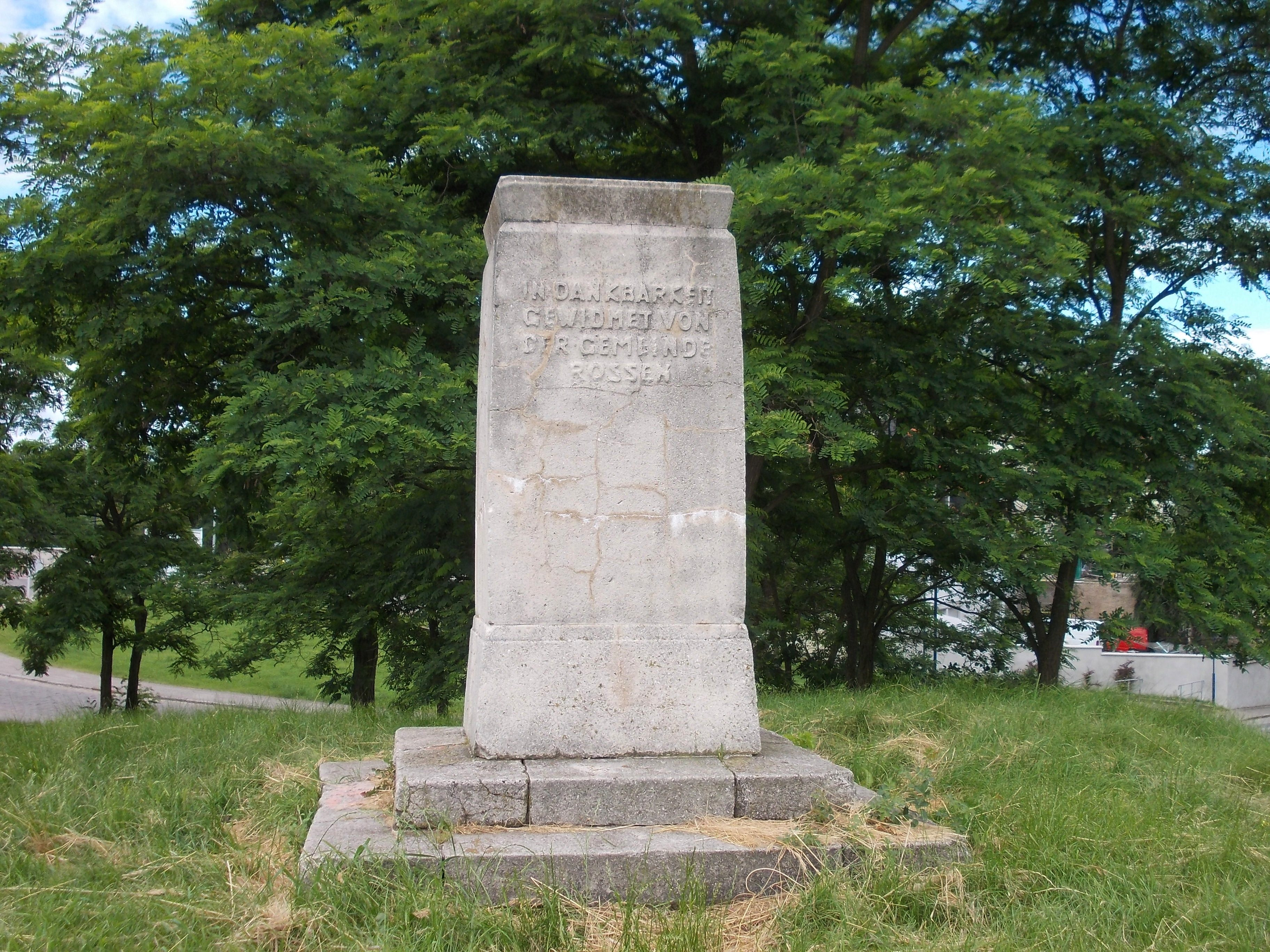
Auf dem Hügel steht heute ein Denkmal für die Gefallenen des Ersten Weltkriegs

Der Hügel hat eine leicht ovale Form mit einer von Ost nach West verlaufenden Längsachse. Seine Länge beträgt 25 m, seine Breite 17 m und seine Höhe 2,2 m über dem Boden bzw. 2,9 m über der natürlich anstehenden Kiesschicht. Der Rand des Hügels ist nicht scharf abgesetzt oder durch einen Steinkranz markiert, sondern geht allmählich in den umgebenden Boden über. Die Spitze des Hügels weist eine leichte Eintiefung auf.
Bis 1918 war der Hügel von einem Kastanienbaum bekrönt, der gefällt wurde, um ein Denkmal für die Gefallenen des Ersten Weltkriegs zu errichten. Ursprünglich stand auf dem Hügel ein Menhir, den Niklasson noch liegend neben dem Hügel vorfand und der später zerstört wurde.
Der anstehende Boden besteht aus Kies. Darüber folgt eine Humusschicht von 30–50 cm Mächtigkeit. Die Hügelschüttung besteht aus dunklem, lehmigem Humus. Eine Schichtung konnte Niklasson nicht feststellen. Steine waren kaum vorhanden. Auch Holzkohle wurde nur in geringem Umfang festgestellt und dürfte wohl durch natürliche Prozesse entstanden sein. Hinweise auf Brandschichten wurden nicht festgestellt.

### Der Menhir
Der Menhir hatte einen viereckigen Querschnitt und eine Höhe von 1,5 m. Über Breite und Dicke liegen keine Angaben vor, auch nicht über das Material. Nach Waldtraut Schrickel ähnelte er dem Menhir von Tröbsdorf.

### Die älteste neolithische Bestattung
Recht nahe der Mitte des Hügels stieß Niklasson etwa 0,7 m unter dem Niveau des umgebenden Bodens auf eine Lehmtenne. Darunter lag ein ost-westlich orientiertes, sehr schlecht erhaltenes menschliches Skelett. Als einzige Beigabe wurde ein Feuerstein-Messer gefunden. Eine genaue zeitliche und kulturelle Einordnung der Bestattung war wegen des Fehlens aussagekräftiger Funde nicht möglich. Niklasson vermutete, dass dieses frühe Grab bereits durch eine kleine Hügelschüttung markiert war und der größere Hügel später bewusst an dieser Stelle errichtet wurde.

### Die schnurkeramische Steinkiste
Über der ältesten Bestattung, etwa auf Bodenniveau befand sich eine unvollständig erhaltene Steinkiste. Sie war ost-westlich orientiert und hatte eine Länge von 1,4 m sowie eine Breite von 0,7 m. Der Boden bestand aus vier Sandsteinplatten, deren Fugen mit Ton verfüllt waren. An der südöstlichen Ecke standen zwei Wandplatten im rechten Winkel aneinander, zwei weitere standen am westlichen Ende der Nordseite. Die restlichen Wandplatten und die Deckplatten fehlten. Auch vom Skelett waren keine Reste erhalten. Als einzige Grabbeigaben wurden zwei kleine unverzierte Amphoren gefunden, die eine Zuordnung der Bestattung zur Schnurkeramischen Kultur gestatteten. Niklasson vermutete, dass die Steinkiste bereits in vorgeschichtlicher Zeit zerstört worden war.

### Die Bestattung der Glockenbecherkultur
Südwestlich der Steinkiste wurden die Reste einer Hockerbestattung angetroffen. Vom Skelett waren noch der Schädel, Teile eines Ober- und eines Unterschenkels sowie einige kleinere Knochen erhalten. Einzige erhaltene Grabbeigabe war ein unverzierter Becher, der sich der Glockenbecherkultur zuordnen ließ.

### Die Bestattungen der späten Bronzezeit
Über der Steinkiste und über dem Hockergrab befanden sich zwei Steinpackungen. Beide waren nordnordost-südsüdwestlich orientiert. Die westliche Steinpackung hatte eine Länge von 2,6 m, eine Breite von 1,1 m und eine Tiefe zwischen 0,8 m und 0,9 m. Die Packung bestand hauptsächlich aus kleineren Sandsteinen. An Bestattungsresten wurden Leichenbrand sowie einige unverbrannte Knochen gefunden. Grabbeigaben waren einige unverzierte Gefäßscherben und vermutlich ein Klopfstein. Unter der Steinpackung wurde ein Stein von 50 cm Durchmesser gefunden, der aber wahrscheinlich nicht zu diesem Grab gehörte.
Die östliche Steinpackung hatte eine Länge von 1,2 m, eine Breite von 0,5 m und eine Tiefe 0,8 m. Sie war damit deutlich kleiner als die westliche Packung, dafür aber sorgfältiger gearbeitet. Der Boden war mit kleinen bis mittelgroßen Sandsteinplatten gepflastert. Von der Bestattung wurden Leichenbrand und einige unverbrannte Knochen gefunden. Auch außerhalb der Steinpackung lagen einige unverbrannte Knochen. Vielleicht stammten die unverbrannten Knochen in beiden Steinpackungen ursprünglich aus dem Hockergrab der Glockenbecherkultur, das bei der Errichtung der Steinpackungsgräber angeschnitten und teilweise zerstört worden war. Als sichere Grabbeigaben aus der östlichen Steinpackung sind lediglich Keramikscherben anzusprechen. Wahrscheinlich stammen aber auch zwei kleine Bronzegegenstände von hier, die aber erst nach der Abtragung der Steinpackung gefunden worden waren. Es handelte sich um eine kleine Spirale und ein dünnes Bronzeblech.

### Mittelalterliche Bestattungen
Nahe an der Hügelmitte, östlich der östlichen Steinpackung wurde kurz unter der Spitze des Hügels eine Kinderbestattung gefunden. Das Skelett war sehr schlecht erhalten. Bei ihm fanden sich Holzreste, außerdem ein Eberzahn und eine Flussmuschel, bei denen aber nicht sicher ist, ob es sich um Grabbeigaben gehandelt hat. Bei der Nachgrabung 1925 konnte Niklasson im südlichen Schnitt etwa 3 m von der Hügelmitte entfernt ein weiteres Skelett feststellen. Es lag in gestreckter Haltung in west-östlicher Richtung und wies keine Beigaben auf. Beide Skelette sind nach Niklasson wahrscheinlich ins Mittelalter zu datieren. Neben dem Hügel wurden später mehrere ähnliche Gräber entdeckt.

### Einzelfunde
An mehreren Stellen der Hügelschüttung wurden verlagert oder durch Tiere verschleppt menschliche Skelettreste, Leichenbrand, gebrannte Lehmstücke und Keramikscherben gefunden. Einen besonderen Fund stellt eine bronzene Augenfibel dar, die in die erste Hälfte des 1. Jahrhunderts n. Chr. datiert.

## Der Hügel in regionalen Sagen
Nach einer Sage soll in dem Hügel ein Königssohn in einem goldenen Sarg bestattet liegen. Eine ganz ähnliche Sage ist von dem knapp 50 km westlich gelegenen Derfflinger Hügel bei Kalbsrieth in Thüringen überliefert: Dort ist es ein König in einem silbernen Sarg.